# Meeting international d'athlétisme de Dakar 2007
Il Meeting international d'athlétisme de Dakar 2007 è un meeting di atletica leggera svoltosi il 28 aprile 2007, facente parte del circuito World Athletics Tour, di cui rappresenta il secondo appuntamento stagionale.

## Risultati

### Uomini
| Evento: | Vincitore:                                            | Vincitore: | 2° piazzato:                   | 2° piazzato: | 3° piazzato:                | 3° piazzato: |
| --- | ----------------------------------------------------- | ---------- | ------------------------------ | ------------ | --------------------------- | ------------ |
| 100m | Olusoji Fasuba Nigeria                                | 10.17      | Christopher Williams Giamaica  | 10.18        | Deji Aliu Nigeria           | 10.22        |
| 200m | Christopher Williams Giamaica                         | 20.72      | Greg Nixon Stati Uniti         | 20.90        | Jaysuma Saidy Ndure Gambia  | 21.05        |
| 400m | Young Talkmore Nyongani Zimbabwe                      | 45.98      | Mathieu F. Gnaligo Benin       | 46.50        | Naman Keïta Francia         | 46.64        |
| 800 m | Abraham Chepkirwok Uganda                             | 1:46.85    | Ismal Kipngetich Kombich Kenya | 1:47.06      | Glody Dube Botswana         | 1:47.13      |
| 3.000m | Bisluke Kipkorir Kiplagat Kenya                       | 7:47.06    | Geoffrey Siele Kipngeno Kenya  | 7:47.37      | Sammy Kipketer Kenya        | 7:48.35      |
| 400hs | Angelo Taylor Stati Uniti                             | 48.68      | Alwyn Myburgh Sudafrica        | 49.03        | Ibrahim Maiga Mali          | 49.13        |
| Salto in alto | Kabelo Kgosiemang Botswana Germaine Mason Regno Unito | 2.18m      |                                |              | Boubacar Sèrè Niger         | 2.15m        |
| Salto con l'asta | Danny Ecker Germania                                  | 5.50m      | Lars Börgeling Germania        | 5.30m        | Jurij Rovan Slovenia        | 5.10m        |
| Salto in lungo | Godfrey Khotso Mokoena Sudafrica                      | 8.32m      | Jadel Gregório Brasile         | 8.26m        | Loúis Tsátoumas Grecia      | 8.20m        |
| Getto del peso | Reese Hoffa Stati Uniti                               | 21.30m     | Andrėj Michnevič Bielorussia   | 20.17m       | Garrett Johnson Stati Uniti | 19.04m       |
| Lancio del giavellotto | Andreas Thorkildsen Norvegia                          | 81.10m     | Ēriks Rags Lettonia            | 76.14m       | Marko Kantanen Finlandia    | 74.02m       |
| AR record continentale \| NR record nazionale \| PB record personale \| SB record personale stagionale \| WL miglior prestazione dell'anno \| WR record mondiale |                                                       |            |                                |              |                             |              |

### Donne
| Evento: | Vincitore:                | Vincitore: | 2° piazzato:                     | 2° piazzato: | 3° piazzato:              | 3° piazzato: |
| --- | ------------------------- | ---------- | -------------------------------- | ------------ | ------------------------- | ------------ |
| 100m | Sheri-Ann Brooks Giamaica | 11.24      | Stephanie Durst Stati Uniti      | 11.30        | Brianna Glenn Stati Uniti | 11.38        |
| 200m | Sheri-Ann Brooks Giamaica | 23.20      | Gloria Kemasuode Nigeria         | 23.71        | Kadiatou Camara Mali      | 24.00        |
| 400m | Amy Mbacké Thiam Senegal  | 51.73      | Christy Ekpukhon Nigeria         | 52.15        | Amantle Montsho Botswana  | 52.30        |
| 800 metri | Jolanda Čeplak Slovenia   | 2:03.30    | Mihaela Stancescu-Neascu Romania | 2:03.60      | Agnes Samaria Namibia     | 2:03.81      |
| 100hs | Adrianna Lamalle Francia  | 12.91      | Anjanette Kirkland Stati Uniti   | 13.13        | Toyin Augustus Nigeria    | 13.32        |
| Salto in lungo | Maurren Maggi Brasile     | 6.80m      | Keila Costa Brasile              | 6.74m        | Brianna Glenn Stati Uniti | 6.67m        |
| AR record continentale \| NR record nazionale \| PB record personale \| SB record personale stagionale \| WL miglior prestazione dell'anno \| WR record mondiale |                           |            |                                  |              |                           |              |